# Bătălia de la Drăgășani
Bătălia de la Drăgășani a avut loc pe 7/19 iunie 1821 lângă Drăgășani, Țara Românească, între forțele otomane ale lui Derviş Paşa și Eteria greacă condusă de Alexandru Ipsilanti. În realitate, Ipsilanti s-a ținut departe de bătălie și nu a participat la luptă în nici un fel. Numărul luptătorilor eteriști era sensibil mai mare decât cel al oștilor otomane. Cu toate acestea, bătălia s-a încheiat în favoarea turcilor din cauza dezorganizării generale și incompetenței grave a unora din ofițerii eteriști. Zece zile mai târziu pe 9/21 iunie 1821, a avut loc o nouă victorie turcă în bătălia de la Sculeni. Ultimul episod al Revoluției Grecești organizată de Eterie în Principatele Române s-a petrecut tot în Moldova, la finele lunii august 1821, prin asedierea de către otomani a mănăstirii Secu, unde se baricadaseră câteva sute de eteriști conduși de Iordache Olimpiotul și Ioan Farmakis.